# Moorilla Hobart International 2004
Moorilla Hobart International 2004 — жіночий тенісний турнір, що проходив на відкритих кортах з твердим покриттям Міжнародного тенісного центру Гобарта в Гобарті (Австралія). Належав до турнірів 5-ї категорії в рамках Туру WTA 2004. Відбувся водинадцяте і тривав з 12 до 16 січня 2004 року. Несіяна Емі Фрейзер здобула титул в одиночному розряді й отримала 16 тис. доларів США.

## Фінальна частина

### Одиночний розряд
Емі Фрейзер —  Асагое Сінобу, 6–3, 6–3
- Для Фрейзер це був 1-й титул в одиночному розряді за сезон і 7-й — за кар'єру.

### Парний розряд
Асагое Сінобу /  Окамото Сейко —  Елс Калленс /  Барбара Шетт 2–6, 6–4, 6–3